# 羅傑·高寶
羅傑·高寶（Roger Kumble，1966年5月28日—）是美國的一位導演、編劇。他成長在紐約州哈里遜，在1988年畢業於西北大學。